# Planet (Lokomotive)
Planet war eine frühe Dampflokomotive, die im Jahr 1830 von George und Robert Stephenson an die Liverpool and Manchester Railway geliefert wurde. Sie gilt als erste Dampflokomotive mit zwei horizontal vor der Treibachse liegenden Zylindern – eine Anordnung, die fortan bei den meisten Dampflokomotiven verwendet wurde und als erste in größerer Zahl hergestellte Dampflokomotive.
Die Planet wurde kurz nach der Eröffnung der Bahn im Oktober 1830 abgeliefert. Gegenüber der wenige Wochen zuvor fertiggestellten Northumbrian waren bei der Planet die Zylinder nicht hinter der Treibachse außerhalb der Räder angeordnet, sondern liegend vor der Treibachse zwischen den Rädern. Dies ergab eine ausgeglichenere Gewichtsverteilung, bei der die Zylinder hauptsächlich von der Laufachse und die Feuerbüchse von der Treibachse getragen wurde.
Die Anordnung der Zylinder zwischen den Rädern sollte den Lauf im Gleis gegenüber der Northumbrian verbessern, indem die Kraft auf die Treibachse möglichst nahe der Gleismitte übertragen wurde und dadurch dem Schlingern entgegengewirkt werden konnte. Sie erforderte allerdings eine doppelt-gekröpfte Treibachse, welche schwierig herzustellen war. Außerdem mussten auch die Treibstangenlager geteilt ausgeführt werden, damit diese an der Kropfachse an- und abgebaut werden konnten. Die geteilten Lager waren gegenüber einer einteiligen Ausführung schwächer und schwieriger herzustellen.
Die Planet bewährte sich. Am 23. November hatte die Lokomotive die 56 Kilometer lange Strecke von Liverpool nach Manchester in nur einer Stunde zurückgelegt. Im Dezember 1830 zog die Planet den ersten Güterzug der Liverpool and Manchester Railway, die zuvor gelieferten schwächeren Lokomotiven eigneten sich nicht für den Güterverkehr. Robert Stephenson & Co. lieferte neben der als Nummer 9 geführten Planet sechs weitere Lokomotiven der gleichen Bauart an die Bahn. Weiter baute Fenton, Murray and Jackson aus Leeds nach Zeichnungen von Stephenson die drei Lokomotiven 19 Vulcan, 21 Flury und 30 Leeds für die Liverpool and Manchester Railway.

## Nachbau

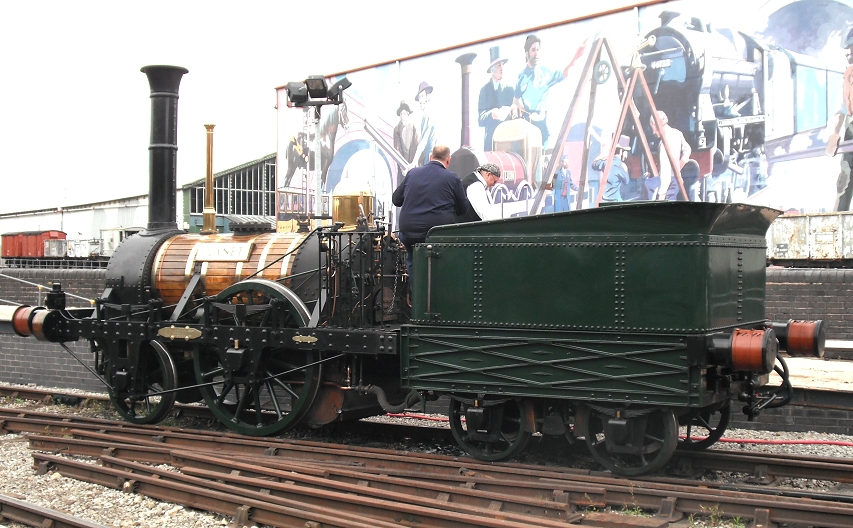
Nachbau der Planet

Ein funktionsfähiger Nachbau der Planet wurde 1992 von den Freunden des Museum of Science and Industry (MOSI) in Manchester fertiggestellt. Sie wird von freiwilligen Helfern des Museums betrieben, die den Gästen Fahrten mit der Lokomotive anbieten. Wenn die Lokomotive nicht unter Dampf steht, wird sie in der Power Hall des Museums ausgestellt. Sie wurde auch schon auf anderen Museumsbahnen eingesetzt, wie zum Beispiel beim Locomotion Museum.